# Aufstand von Sluzk

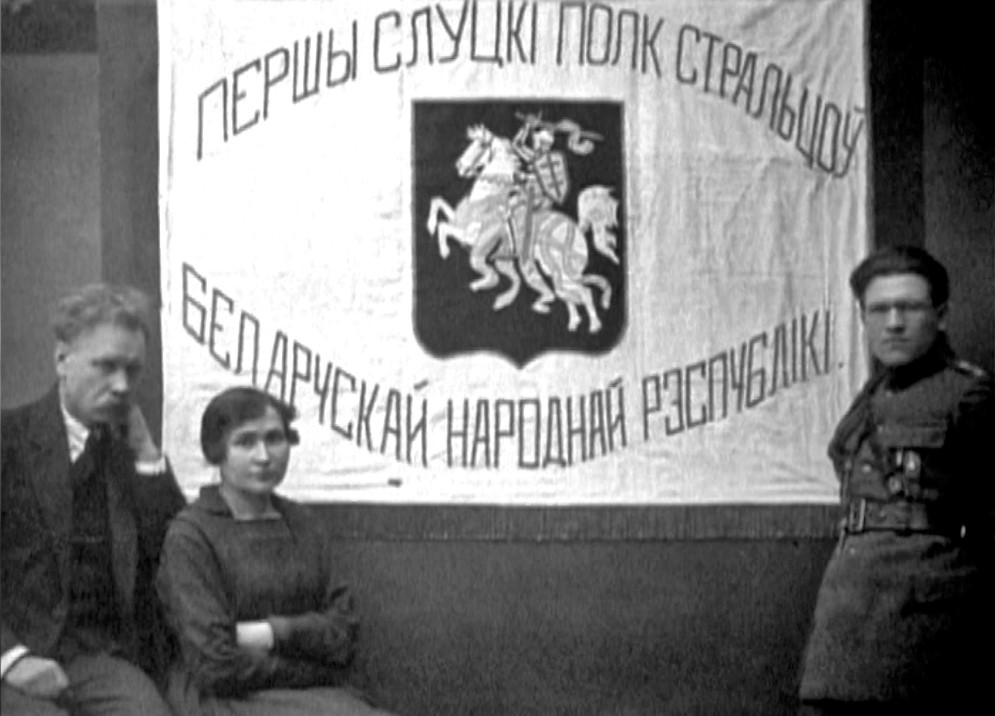
Die Flagge des ersten Regiments Slutsky. Wilna 1921

Der Aufstand von Sluzk (belarussisch Слуцкі збройны чын; auch Sluzker Verteidigungsaktion genannt) war ein antibolschewistischer Aufstand mit dem Ziel, die Weißrussische Volksrepublik wiederzuerrichten. Er ereignete sich vom 27. November bis zum 31. Dezember 1920 in der belarussischen Stadt Sluzk und den umliegenden Dörfern.

## Hintergrund

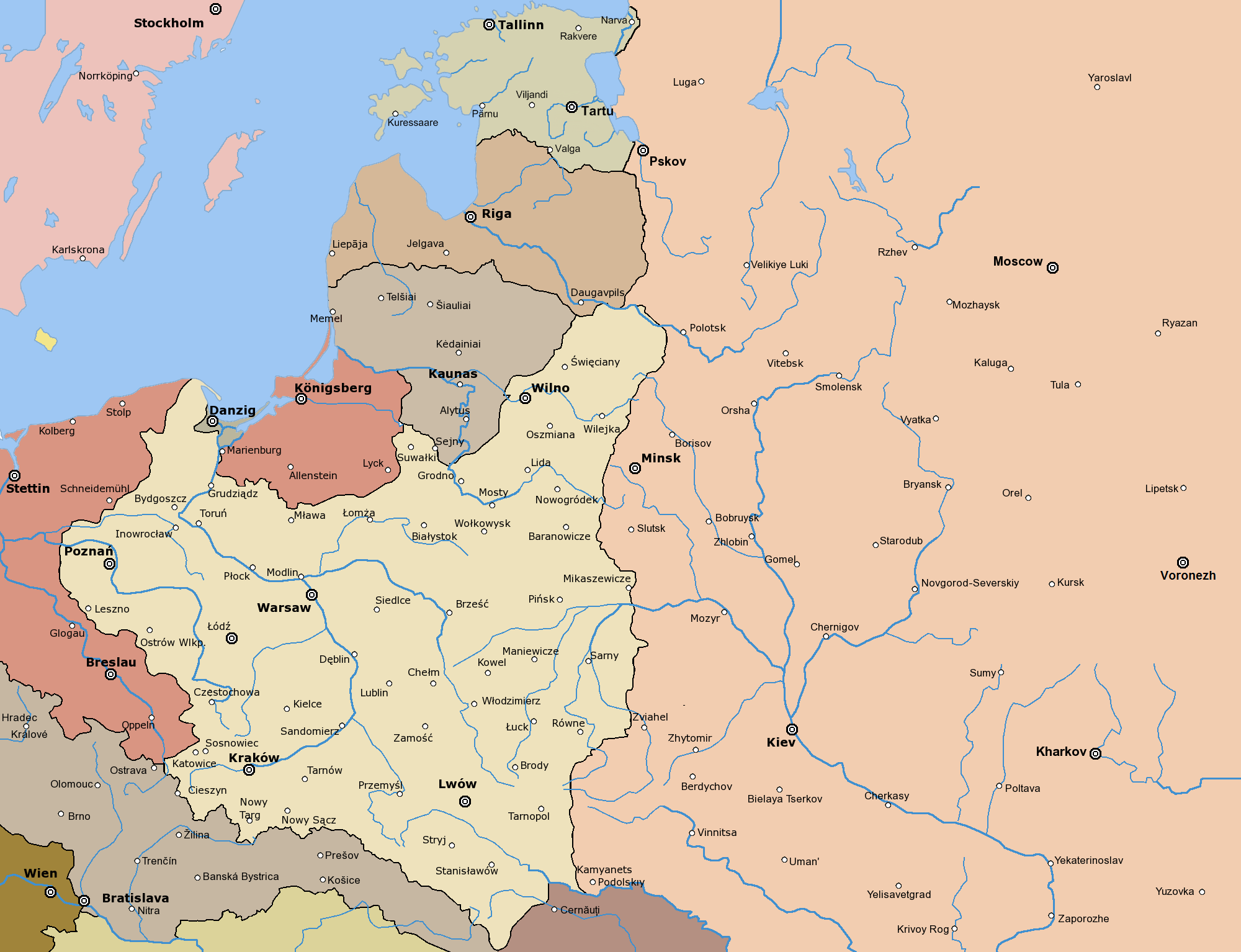
Grenzverlauf zwischen Polen und der Sowjetunion im Zuge des Friedensvertrags von Riga

Mit dem vorläufigen Friedensabkommen des Polnisch-Sowjetischen Kriegs, später im Friedensvertrag von Riga festgelegt, wurden neue Grenzen zwischen der Sowjetunion und Polen gesetzt. Die Stadt Sluzk wurde somit 1919 Teil der Weißrussischen Sozialistischen Sowjetrepublik.
Die neuen Machthaber machten sich insbesondere durch Enteignungen im Zuge des Kriegskommunismus in der Bevölkerung unbeliebt. Insbesondere Bauern litten unter den Kollektivierungsmaßnahmen. Zudem verfügte die Stadt Sluzk über eine große Anzahl an belarussischen nationalistischen Intellektuellen, welche sich nach der Weißrussischen Volksrepublik zurücksehnten.

## Verlauf

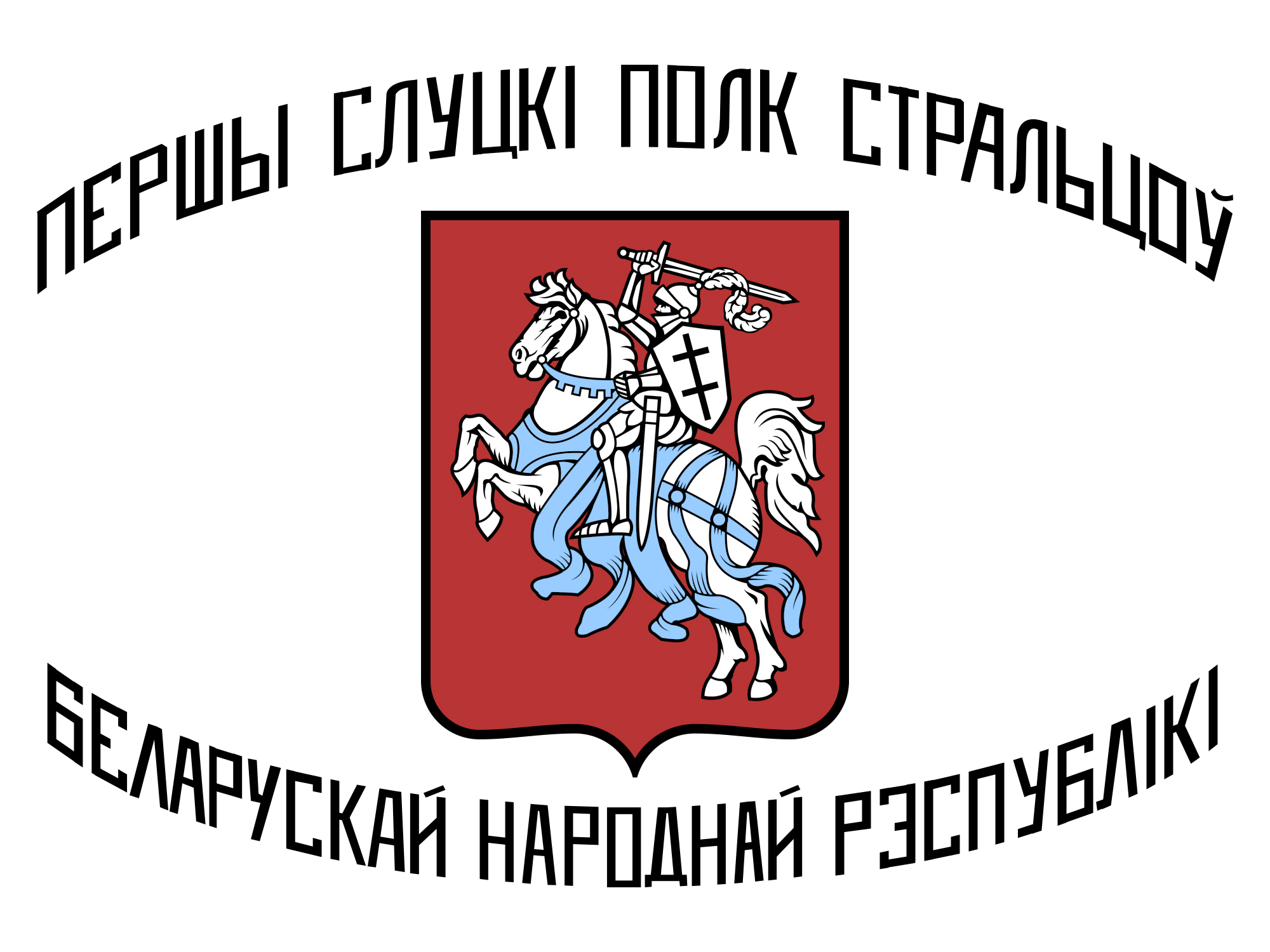
Flagge des 1. Sluzker Schützenregiments

Am 14. November 1920 wurde in einem Privathaus eine provisorische Regierung gewählt, die Sluzker Rada. Die Sluzker Rada beschloss, bewaffneten Widerstand gegen die Rote Armee zu leisten, und konnte 10.000 Menschen aus verschiedenen Städten mobilisieren. Es wurden zwei Regimenter gebildet: das erste Regiment, geführt von Oberstleutnant Achrem Gaurilovitsch, und das zweite unter der Leitung von Semjanjunka. Beide Regimenter wurden in der Sluzker Brigade zusammengefasst, welche von Anton Sokal-Kutylouski angeführt wurde. Der Hauptsitz der Brigade wurde später im Zuge des Vorrückens der Roten Armee von Sluzk nach Siemiežava umverlegt. Als Hymne des Aufstands diente der Vajacki marš.
Die Kämpfe begannen am 27. November 1920 und erzielten militärische Erfolge in den Orten Kapyl, Zimkawitschy und Wyzna. Allerdings waren die Sluzker Rebellen waffentechnisch gegenüber der Roten Armee unterlegen. Die Kämpfe dauerten bis Ende Dezember an, bis sie von den Bolschewiki endgültig niedergeschlagen wurden.

## Nachwirkung

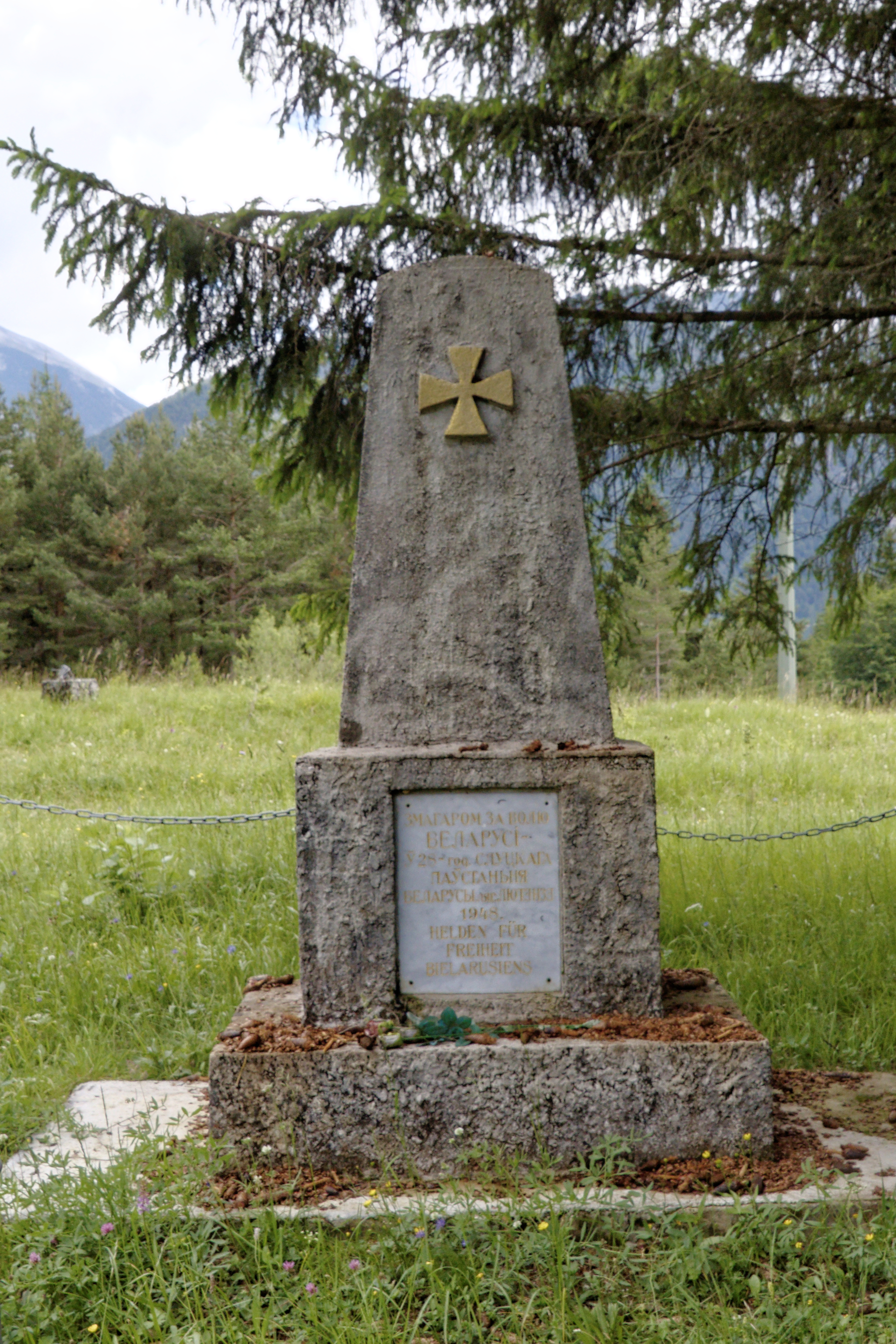
Das Denkmal weißrussischer Kriegsgefangener in Mittenwald

Der Aufstand von Sluzk wird heutzutage vor allem innerhalb der belarussischen Opposition in Erinnerung gehalten und gilt als wichtiger Faktor des belarussischen Nationalbewusstseins. Organisationen wie die Belarussischen Christdemokraten, die Partyja BNF oder die Jugendorganisation Malady Front setzen sich für eine Ehrung der Teilnehmer des Sluzker Aufstands ein.
Im oberbayerischen Mittenwald errichteten belarussische Emigranten das Denkmal weißrussischer Kriegsgefangener, welches an die Teilnehmer des Sluzker Aufstands erinnert.